# Allophylus hirtellus
Allophylus hirtellus är en kinesträdsväxtart som först beskrevs av Joseph Dalton Hooker, och fick sitt nu gällande namn av Ludwig Radlkofer. Allophylus hirtellus ingår i släktet Allophylus och familjen kinesträdsväxter. Inga underarter finns listade i Catalogue of Life.